# Chasing Yesterday
Chasing Yesterday é o segundo álbum de estúdio da banda britânica de rock Noel Gallagher's High Flying Birds. Escrito e produzido pelo próprio Noel Gallagher, o disco foi oficialmente lançado em 2 de março de 2015 pela gravadora Sour Mash Records.
O álbum foi bem recebido pela crítica e estreou na primeira posição dos mais vendidos no Reino Unido.

## Faixas
Todas as faixas escritas e compostas por Noel Gallagher. 
| CD             |                                   |         |  |
| N.º            | Título                            | Duração |  |
| 1.             | "Riverman"                        | 5:41    |  |
| 2.             | "In the Heat of the Moment"       | 3:29    |  |
| 3.             | "The Girl with X-Ray Eyes"        | 3:20    |  |
| 4.             | "Lock All the Doors"              | 3:41    |  |
| 5.             | "The Dying of the Light"          | 5:11    |  |
| 6.             | "The Right Stuff"                 | 5:27    |  |
| 7.             | "While the Song Remains the Same" | 4:16    |  |
| 8.             | "The Mexican"                     | 3:46    |  |
| 9.             | "You Know We Can't Go Back"       | 3:46    |  |
| 10.            | "Ballad of the Mighty I"          | 5:15    |  |
| Duração total: | Duração total:                    | 43:52   |  |

| Faixas bônus da edição deluxe |                                     |         |  |
| N.º                           | Título                              | Duração |  |
| 11.                           | "Do the Damage"                     | 3:10    |  |
| 12.                           | "Revolution Song"                   | 3:32    |  |
| 13.                           | "Freaky Teeth"                      | 3:54    |  |
| 14.                           | "In the Heat of the Moment" (remix) | 5:58    |  |

## Tabelas musicais
| Paradas (2015)                      | Melhor posição |
| ----------------------------------- | -------------- |
| Alemanha (Media Control)            | 5              |
| Austrália (ARIA)                    | 8              |
| Áustria (Ö3 Austria Top 40)         | 8              |
| Bélgica Flanders (Ultratop 50)      | 7              |
| Bélgica Valônia (Ultratop 40)       | 26             |
| Dinamarca (Hitlisten)               | 34             |
| Espanha (PROMUSICAE)                | 19             |
| Finlândia (Suomen virallinen lista) | 35             |
| França (SNEP)                       | 15             |
| Itália (FIMI)                       | 5              |
| Noruega (VG-lista)                  | 22             |
| Países Baixos (MegaCharts)          | 8              |
| Irlanda (Irish Albums Chart)        | 1              |
| Itália (FIMI)                       | 5              |
| Japão (RIAJ)                        | 10             |
| Suécia (Sverigetopplistan)          | 49             |
| Suíça (Schweizer Hitparade)         | 4              |
| Reino Unido (UK Albums Chart)       | 1              |
| Estados Unidos (Billboard 200)      | 35             |

### Certificações
| País        | Certificador | Certificação |
| ----------- | ------------ | ------------ |
| Reino Unido | BPI          | Platina      |